# Zlatý míč 1960
Zlatý míč, cenu pro nejlepšího fotbalistu Evropy dle mezinárodního panelu sportovních novinářů, v roce 1960 získal španělský fotbalista Luis Suárez. Šlo o pátý ročník ankety, organizoval ho časopis France Football a výsledky určili sportovní publicisté z 19 zemí Evropy.

## Pořadí
| Pořadí | Hráč                | Reprezentace    | Kluby                       | Body |
| ------ | ------------------- | --------------- | --------------------------- | ---- |
| 1      | Luis Suárez         | Španělsko       | FC Barcelona                | 54   |
| 2      | Ferenc Puskás       | Maďarsko        | Real Madrid                 | 37   |
| 3      | Uwe Seeler          | Západní Německo | Hamburger SV                | 33   |
| 4      | Alfredo Di Stéfano  | Španělsko       | Real Madrid                 | 32   |
| 5      | Lev Jašin           | SSSR            | Dynamo Moskva               | 28   |
| 6      | Raymond Kopa        | Francie         | Stade de Reims              | 14   |
| 7      | John Charles        | Wales           | Juventus Turín              | 11   |
|        | Bobby Charlton      | Anglie          | Manchester United           | 11   |
| 9      | Omar Sívori         | Itálie          | Juventus Turín              | 9    |
|        | Horst Szymaniak     | Západní Německo | Karlsruher SC               | 9    |
| 11     | Francisco Gento     | Španělsko       | Real Madrid                 | 8    |
| 12     | Bora Kostić         | Jugoslávie      | CZ Bělehrad                 | 7    |
| 13     | Joseph Ujlaki       | Francie         | Racing Paříž                | 5    |
| 14     | Kurt Hamrin         | Švédsko         | ACF Fiorentina              | 4    |
|        | Bobby Smith         | Anglie          | Tottenham Hotspur           | 4    |
| 16     | Jimmy Greaves       | Anglie          | Chelsea FC                  | 3    |
|        | Ivan Kolev          | Bulharsko       | CDNA Sofia                  | 3    |
|        | Luis del Sol        | Španělsko       | Betis Sevilla / Real Madrid | 3    |
| 19     | Károly Sándor       | Maďarsko        | MTK Budapešť                | 2    |
|        | János Göröcs        | Maďarsko        | Újpest FC                   | 2    |
|        | Agne Simonsson      | Švédsko         | Real Madrid                 | 2    |
|        | Dragoslav Šekularac | Jugoslávie      | CZ Bělehrad                 | 2    |
| 23     | Antonio Angelillo   | Itálie          | Inter Milán                 | 1    |
|        | Blagoje Vidinić     | Jugoslávie      | FK Radnički Bělehrad        | 1    |
|        | Erich Hof           | Rakousko        | Wiener SC                   | 1    |
|        | Gerhard Hanappi     | Rakousko        | Rapid Vídeň                 | 1    |